# Культурный национализм
Культурный национализм — форма национализма, в котором нация определяется общей культурой. Культурный национализм занимает среднюю позицию между этническим и гражданским национализмом; национальная идентичность рассматривается как сформированная на основе единых культурных традиций, а не общего происхождения или этноса.
Культурный национализм не выделяется в отдельное движение, а занимает умеренную позицию в более широком спектре националистических идеологий.
Таким образом, умеренная позиция во фламандском и индуистском национализме может характеризоваться как культурный национализм, но в то же время включать в себя элементы этнического национализма и национального мистицизма.